# William Ainger Wigram
William Ainger Wigram (16 de mayo de 1872 - 16 de enero de 1953) fue un escritor y sacerdote inglés de la Iglesia anglicana; es notable por su trabajo y escritos relacionados con la Iglesia asiria del Oriente.

## Biografía
William Wigram fue el hijo más joven de Woodmore Wigram, nació en Furneaux Pelham, del condado de Hertfordshire, en la vicaría de su padre, también sacerdote anglicano . Por otra parte era un nieto de Money Wigram quien había sido director del Banco de Inglaterra y era bisnieto de Lady Eleanor Wigram, una notable filántropa del siglo XIX y de Robert Wigram, quien fue galardonado con un título de baronet en 1805 título honorífico que luego pasó al hermano de William:  Edgar Wigram, quien se convirtió en el sexto barón de Wigram.
William Wigram fue educado en la Escuela real de Canterbury y en el Trinity Hall, donde se graduó en 1893. Se convirtió en un alumno de Brooke Westcott, obispo de Durham siendo ordenado sacerdote anglicano en 1897 y luego fue nombrado coadjutor del curato de esa diócesis.
En 1902 se unió la misión dispuesta por el  Arzobispo de Canterbury para los cristianos asirios al aceptar la invitación de OH Parry (posteriormente, en 1907 un autor de una Historia de la Iglesia asiria , escrita en asirio). La misión se centró en el apoyo del patriarca, la educación de los clérigos y laicos asirios, incluyendo la fundación de un colegio de sacerdotes y 45 escuelas en la Mesopotamia asiática. Wigram sirvió como profesor en una escuela de Van, finalmente llegó a dirigir la misión durante los últimos cinco años de su servicio, que terminó en 1912. Wigram fue galardonado con una Graduación de Lambeth en 1910 por el arzobispo Randall Davidson y en el mismo año publicó «La Iglesia Asiria, 100-640 AD». Su trabajo eclesiástico tiene fama de acercar a la Iglesia del Oriente (o difisita, en particular a la Iglesia asiria con la comunión anglicana, en parte como resultado de sus esfuerzos diplomáticos y en parte a través de su argumento de que la tendencia de la iglesia supuestamente cismática de la iglesia nestoriana no era más que nominal. En 1914, con base en sus viajes relacionados con la misión, publicó (con su hermano Edgar) «La Cuna de la Humanidad; Vida en el Kurdistán del Este», una progresión anecdótica a través de la región.
En el año 1912 W.A. Wigram se trasladó a Constantinopla en 1912 para ocupar una posición de capellanía, y al estallar la Primera Guerra Mundial, fue internado como prisionero de guerra por el Imperio Otomano (cuya continuidad política ha sido Turquía) al haberse aliado los turcos otomanos con el Imperio Alemán. Después de la guerra fue comisionado para asesorar sobre el reasentamiento de los asirios; tras lo cual fue nombrado capellán de la legación británica en Grecia entre los años 1922 a 1926 y como canónigo en la iglesia de St. Paul de 1928 a 1936. Continuó a prestando apoyo a la Iglesia Asiria, y en particular a sus nuevos cinco patriarcas o Shimun. Sin embargo, sus puntos de vista sobre las cuestiones asirias diferían de las de Cosmo Gordon Lang quien estaba entronizado como arzobispo de Canterbury, ya en diciembre de 1928, dando lugar a la retirada de Wigram de los asuntos asirios en el año 1938. A lo largo de este período, continuó escribiendo y publicando una serie de libros referidos a la Iglesia Asiria.
Hacia el año 1929 regresó al Reino Unido, estableciéndose en  Wells, Somerset. Muriendo el 16 de enero de 1953 en Salisbury, Wiltshire.

## Publicaciones
- The doctrinal position of the Assyrian or East Syrian church / La posición doctrinal de la iglesia asiria o Iglesia siria del Este, 1908
- An Introduction to the History of the Assyrian Church: Or the Church of the Sassanid Persian /  Una introducción a la Historia de la Iglesia Asiria: O la Iglesia del Imperio persa sasánida, años 100 a 640 d.C, Editado por vez primera en el año 1910, reeditado por Georgia Press. ISBN 1-59333-103-7.
- The Cradle of Mankind; Life in Eastern Kurdistan / La Cuna de la Humanidad; La vida en el este de Kurdistán, 1914
- Intercommunion with the Assyrian Church /Intercomunión con la Iglesia asiria, 1920
- Our smallest ally / Nuestro aliado más pequeño de 1920
- The Assyrian settlement / El asentamiento asirio, 1922
- The Separation of the Monophysites and more / La separación de los monofisitas y más, 1923
- The Assyrians and Their Neighbours / Los asirios y sus vecinos, 1929
- Hellenic travel / Viaje helénico, 1947